# 依龙镇
依龙镇，是中华人民共和国黑龙江省齐齐哈尔市依安县下辖的一个乡镇级行政单位。

## 行政区划
依龙镇下辖以下地区：
公和村、庆丰村、新华村、新立村、东风村、德玉村、永珍村、东永福村、德成村、农民村、奋斗村、庆玉村、巨龙村、平山村、劳动村、庆生村、丰林村和公平村。